# Club Deportivo Guerreros de Tabasco
Il Club Deportivo Guerreros de Tabasco è stata una società calcistica messicana con sede a Tenosique.

## Storia
Il club è stato fondato nel 2006 con il nome Guerreros de Tabasco dopo il trasferimento dei Delfines de Coatzacoalcos nella città di Tenosique. Ha preso parte al torneo Apertura 2006 della Primera 'A' dove si è classificato undicesimo nel proprio girone mancando la qualificazione per la Liguilla.
Al termine del torneo la franchigia è stata acquistata dal Club Tijuana, la quale aveva a sua volta ceduto la propria società calcistica al Cajeteros del Celaya, cambiando nome in Xolos de Tijuana e cessando di esistere dopo aver disputato un solo campionato.